# Okresní soud v Tachově
Okresní soud v Tachově je okresní soud se sídlem v Tachově, jehož odvolacím soudem je Krajský soud v Plzni. Soud se nachází ve zrekonstruované historické budově s bezbariérovým přístupem na náměstí Republiky. Rozhoduje jako soud prvního stupně ve všech trestních a civilních věcech, ledaže jde o specializovanou agendu (nejzávažnější trestné činy, insolvenční řízení, spory ve věcech obchodních korporací, hospodářské soutěže, duševního vlastnictví apod.), která je svěřena krajskému soudu.

## Soudní obvod
Obvod Okresního soudu v Tachově se shoduje s okresem Tachov, patří do něj tedy území těchto obcí:
Benešovice •
Bezdružice •
Bor •
Brod nad Tichou •
Broumov •
Cebiv •
Ctiboř •
Částkov •
Černošín •
Dlouhý Újezd •
Erpužice •
Halže •
Horní Kozolupy •
Hošťka •
Chodová Planá •
Chodský Újezd •
Kladruby •
Kočov •
Kokašice •
Konstantinovy Lázně •
Kostelec •
Kšice •
Lesná •
Lestkov •
Lom u Tachova •
Milíře •
Obora •
Olbramov •
Ošelín •
Planá •
Prostiboř •
Přimda •
Rozvadov •
Skapce •
Staré Sedliště •
Staré Sedlo •
Stráž •
Stříbro •
Studánka •
Sulislav •
Svojšín •
Sytno •
Tachov •
Tisová •
Trpísty •
Třemešné •
Únehle •
Vranov •
Zadní Chodov •
Záchlumí •
Zhoř